# West India Quay (DLR)
West India Quay is een station van de Docklands Light Railway in de gelijknamige wijk West India Quay in de Londense borough Tower Hamlets.
Het station werd in 1987 in gebruik genomen. Het ligt tussen de stations Poplar, Canary Wharf en Westferry.